# Saimiri ustus
Il saimiri di Geoffroy (Saimiri ustus I. Géoffroy, 1843) è un primate Platirrino della famiglia dei Cebidi.
Vive nella zona fra i fiumi Madeira e Xingu, fino al confine con la Bolivia.
Veniva un tempo considerato una sottospecie di Saimiri sciureus (S. sciureus ustus), al quale è molto simile e col quale presenta areale simpatrico, fatta eccezione per la colorazione del corpo generalmente grigiastra col giallo arancio limitato ai fianchi ed il ventre biancastro, mentre la testa è nerastra, con la caratteristica mascherina. Recenti analisi genetiche hanno invece suggerito di considerarlo una specie a sé stante.